# Křídlůvky
Křídlůvky (in tedesco Klein Grillowitz) è un comune della Repubblica Ceca facente parte del distretto di Znojmo, in Moravia Meridionale.